# (4558) Janesick
(4558) Janesick es un asteroide perteneciente al grupo de los asteroides que cruzan la órbita de Marte descubierto por Jean E. Mueller y Alain J. Maury desde el observatorio del Monte Palomar, Estados Unidos, el 12 de julio de 1988.

## Designación y nombre
Janesick se designó al principio como 1988 NF.
Más adelante, en 1991, fue nombrado en honor del ingeniero estadounidense James R. Janesick.

## Características orbitales
Janesick orbita a una distancia media de 2,198 ua del Sol, pudiendo alejarse hasta 2,994 ua y acercarse hasta 1,401 ua. Su excentricidad es 0,3624 y la inclinación orbital 22,18 grados. Emplea en completar una órbita alrededor del Sol 1190 días.

## Características físicas
La magnitud absoluta de Janesick es 12,6 y el periodo de rotación de 100 horas. Está asignado al tipo espectral S de la clasificación SMASSII.